# Oxyopes armatipalpis
Oxyopes armatipalpis là một loài nhện trong họ Oxyopidae.
Loài này thuộc chi Oxyopes. Oxyopes armatipalpis được Embrik Strand miêu tả năm 1912.